# John Legend
John Roger Stephens (sinh 28 tháng 12 năm 1978), được biết đến với nghệ danh là John Legend, là một ca sĩ, nhạc sĩ và diễn viên người Mỹ. Anh đã giành được 10 giải Grammy, 1 giải Quả Cầu Vàng và 1 giải Oscar, và trong năm 2007, Legend đã nhận được giải thưởng Starlight Award đặc biệt từ Songwriters Hall of Fame.
Trước khi phát hành album đầu tay của mình, Legend đã đạt được rất nhiều thành công trong việc hợp tác với nhiều nghệ sĩ nổi tiếng, hỗ trợ họ trong nhiều ca khúc hit đạt top đầu bảng xếp hạng. Anh góp giọng trong "Getting Nowhere" của Magnetic Man, "All of the Lights" của Kanye West, "Selfish" của Slum Village and "This Way" của Dilated Peoples. Ngoài ra, anh còn tham gia vào "Encore" của Jay-Z, "You Don't Know My Name" của Alicia Key, bài remix của Kanye West cho bài "Me Against the Music" của Britney Spears, và "High Road" của Fort Minor.
Các đĩa đơn solo của anh cũng đạt thứ hạng cao trên các bảng xếp hạng, trong đó có đĩa đơn "All of Me" đã đạt được vị trí số 1 trên bảng xếp hạng Billboard Hot 100

## Tiểu sử
Legend được sinh ra tại Springfield, Ohio.. Gia đình anh có 4 anh em, mẹ anh là Phyllis, là một thợ may và cha anh, ông Ronald Stephens, là một công nhân. Trong suốt thời thơ ấu của mình, Legend học tại nhà dưới sự giảng dạy của mẹ anh. Anh bắt đầu biết chơi piano từ 4 tuổi và anh đã chơi cho dàn hợp xướng của nhà thờ khi anh được 7 tuổi. Năm 1987, cha mẹ anh ly dị khi anh được 9 tuổi. Năm 12 tuổi, anh theo học tại North High School và tốt nghiệp 4 năm sau đó. Sau khi tốt nghiệp với vị trí á khoa, Legend đã nhận được học bổng từ Đại học Harvard University, Đại học Georgetown Universityvà đại học Morehouse. Anh theo học tại đại học Pennsylvania, anh học ngành ngôn ngữ anh với trọng tâm là văn học của các nhà văn người Mỹ gốc Phi.
Trong khi học đại học, anh là chỉ huy của Counterparts, một nhóm nhạc co-ed jazz và cappella. Legend là giọng ca chính của nhóm, nhóm đã thu âm bài "One of Us" của Joan Osbornevà đã nhận được nhiều lời khen ngợi, bài hát đã được đưa vào CD 1998 Best of Collegiate a Cappella. Legend cũng là một thành viên của Sphinx Senior Society và Onyx Senior Honor Society trong thời gian theo học tại đại học Pennsynia. Legend đã được một người bạn giới thiệu với Lauryn Hill. Hill đã thuê anh chơi piano trong ca khúc "Everything Is Everything", nằm trong album The Miseducationcủa Lauryn Hill.
Trong thời gian này, anh bắt đầu tổ chức một số chương trình quanh Philadelphia, sau đó mở rộng tới New York, Boston, Atlanta, và Washington D.C. Anh tốt nghiệp năm 1999, sau đó bắt đầu sản xuất, viết và thu âm nhạc. Anh đã phát hành hai album độc lập, bản demo mang tên chính anh năm 2000 và Live at Jimmy's Uptown năm 2001. Sau khi tốt nghiệp Đại học Pennsylvania, Legend bắt đầu làm việc tư vấn quản lý cho Tập đoàn Boston Consulting. Trong thời gian này, anh bắt đầu sản xuất những bản demo và gửi chúng đến các hãng thu âm. Năm 2001, Devo Springsteen giới thiệu anh đến nghệ sĩ hiphop Kanye West. Sau khi ký hợp đồng với Kanye West, anh đã chọn nghệ danh của mình từ ý tưởng của nhà thơ J. Ivy.

## Cuộc sống riêng tư
Sau 7 năm hẹn hò, Legend đã đính hôn với người mẫu Chrissy Teigen vào tháng 12 năm 2011.. Họ đã tổ chức đám cưới ngày 14 tháng 10 năm 2013 tại Como, Italya

## Danh sách Album
- Get Lifted (2004)
- Once Again (2006)
- Evolver (2008)
- Love in the Future (2013)
- Hợp tác
- Wake Up! (với The Roots) (2010)

## Danh sách phim
| Truyền hình | Truyền hình                                   | Truyền hình    | Truyền hình                      |
| Năm         | Tên                                           | Nhân vật       | Ghi chú                          |
| ----------- | --------------------------------------------- | -------------- | -------------------------------- |
| 2006        | Sesame Street                                 | Bản thân       |                                  |
| 2007        | Curb Your Enthusiasm                          | Bản thân       | Season 6, "The Bat Mitzvah"      |
| 2007        | Las Vegas                                     | Bản thân       | Season 4 tập 11, "Wagers of Sin" |
| 2008        | A Colbert Christmas: The Greatest Gift of All | Nv bảo vệ rừng | Christmas Special                |
| 2009        | The People Speak                              | Bản thân       | Tài liệu                         |
| 2010        | Dancing with the Stars                        | Bản thân       |                                  |
| 2011        | Royal Pains                                   | Bản thân       | "Listen to the Music"            |
| Điện ảnh    |                                               |                |                                  |
| Năm         | Tên                                           | Nhân vật       | Ghi chú                          |
| 2008        | Sesame Street: Elmo Loves You!                | Bản thân       |                                  |
| 2008        | Soul Men                                      | Marcus Hooks   |                                  |
| 2016        | Những kẻ khờ mộng mơ                          | Keith          |                                  |
| 2021        | Nhà Mitchell đối đầu với máy móc              | Jim Posey      | Lồng tiếng                       |